# Anky Spoelstra
Anky Spoelstra (Friesland, 1959) is een Nederlandse illustrator.
Spoelstra heeft als illustrator gewerkt voor verschillende tijdschriften, onder andere Bobo, Okki, Taptoe, Margriet en educatieve uitgeverijen, waaronder Wolters Noordhoff, Malmberg, Zwijsen.
Haar tekeningen staan in diverse kinderboeken.

## Opleiding
- 1974-1978: Akademie De Schans Amsterdam
- 1978-1984: Gerrit Rietveld Academie Amsterdam

## Tentoonstelling
- Het Zaans Museum 2002